# Stadio comunale di Monigo
Stadio comunale di Monigo – stadion znajdujący się w Treviso we Włoszech służący przede wszystkim do rozgrywania meczów rugby union zarówno na poziomie krajowym, jak i międzynarodowym.
Oddany do użytku przy współpracy z Benetton Group w 1973 roku obiekt jest własnością miasta Treviso i mieści 6 700 widzów: 3 700 na krytej trybunie głównej oraz 3 000 na przeciwległej, niezadaszonej trybunie. Rekord frekwencji padł w meczu reprezentacji Włoch ze Szkocją 24 stycznia 1998 r., kiedy to na stadionie znalazło się około 10 tysięcy kibiców dzięki ustawieniu tymczasowych trybun.
Infrastruktura stadionu zawiera trzy szatnie (dwie dla obu drużyn oraz jedną dla sędziów), pomieszczenie dla służby medycznej, dwa bary, centrum prasowe oraz pomieszczenia dla mediów wyposażone w łącza telefoniczne i internetowe. Obok trybuny głównej znajduje się restauracja, a także sklep i pomieszczenia biurowe. Przystadionowy parking mieści natomiast około tysiąca pojazdów.
Jest stadionem domowym klubu Benetton Rugby Treviso, który do 2010 roku uczestniczył w mistrzostwach Włoch, a obecnie występuje w Pro12. W sezonie 1997/98 na tym obiekcie rozgrywała mecze drużyna piłki nożnej Treviso Calcio, której stadion przechodził wówczas remont.